# Ernest William Hobson

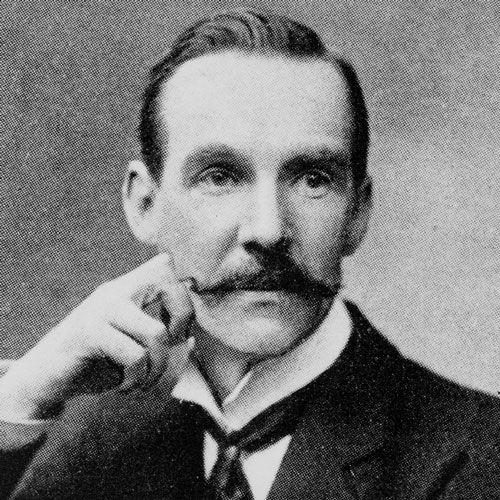
Ernest William Hobson

Ernest William Hobson (* 27. Oktober 1856 in Derby; † 19. April 1933 in Cambridge) war ein britischer Mathematiker. 
Hobson besuchte das Derby College (wo er sich schon in einem landesweiten Mathematikwettbewerb auszeichnete) und das Royal College of Mines (er studierte dort kurz Physik mit einem Stipendium), bevor er 1874 zur Universität Cambridge ging (Christ´s College). 1878 wurde er in den Tripos-Prüfungen Senior Wrangler und war danach Fellow seines College. Von 1910 bis 1931 war er Sadleirian Professor für Mathematik in Cambridge. 
Hobson arbeitete auf dem Gebiet der reellen Analysis, unter anderem der Theorie der Kugelfunktionen. Er schrieb auch über Anwendungen der Analysis wie den Artikel über Wärmeleitung in der Enzyklopädie der mathematischen Wissenschaften. 
1893 wurde er zum Mitglied der Royal Society gewählt. Von 1900 bis 1902 war er Präsident der London Mathematical Society. Ab 1912 war er Präsident der Mathematical Association. Er war seit 1911 Mitglied der Leopoldina.

## Schriften
- A Treatise on plane and advanced Trigonometry (1891)
- Theory of Functions of a Real Variable and the theory of Fourier´s Series (1907)
- Squaring the Circle – a history of the problem (1913)
- The Domain of Natural Science (1923) (Gifford Lectures 1921/2, University of Aberdeen)
- The Theory of Spherical and Ellipsoidal Harmonics (1931)
- John Napier and the invention of logarithm, Cambridge (1914)